# NGC 6249
NGC 6249 (другие обозначения — OCL 994, ESO 277-SC19) — рассеянное скопление в созвездии Скорпион.
Этот объект входит в число перечисленных в оригинальной редакции «Нового общего каталога».